# 慈願寺 (高槻市)
慈願寺（じがんじ）は、大阪府高槻市月見町にある曹洞宗の仏教寺院。山号は太子山。本尊は聖観世音菩薩。

## 歴史
創建は不詳であるが、寺伝によると聖徳太子の開創とされ、当初は天台宗に属していたと伝えられている。天正年間（1573 – 1593年）に高山氏の兵火に罹り諸堂宇が焼失したが、その後再興され、元文4年（1739年）に曹洞宗に改宗した。

## 周辺

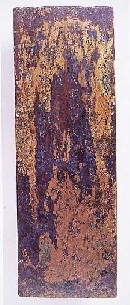
金銅石川年足墓誌（国宝）

慈願寺周辺は「慈願寺樹林保護地区」として8,197.67m2が高槻市の樹林保護地区に指定されている（1987年〈昭和62年〉4月1日告示）。かつては前方後円墳や古墳などが多くあり、また文政3年（1820年）には寺の西側の山中（酒垂山〈荒神山〉）で木櫃（もくひつ）が見つかり、1952年（昭和27年）国宝に指定された「金銅石川年足墓誌」（個人所有、大阪歴史博物館寄託）が発掘されている。慈眼寺の裏手にはかつて古曽部焼や高槻焼の採土場があった。

## 境内
- 月見南天稲荷（稲荷大明神）

## 交通アクセス
- 高槻市営バス、芥川小学校前バス停より徒歩10分。